# Maximilian Jäger
Maximilian Jäger (* 3. Januar 2000 in Bad Brückenau) ist ein deutscher Behindertensportler, der Paracycling, Paraski- und Kajaksport betreibt.

## Sportliche Laufbahn
Maximilian Jäger ist aufgrund eines vorgeburtlichen Schlaganfalls links halbseitig gelähmt. Mit vier Jahren begann er mit dem alpinen Skisport, den er ab dem Alter von zehn Jahren in den Disziplinen Slalom und Riesenslalom (LW9-2 stehend) wettkampfmäßig betreibt. Mehrfach belegte er Podiumsplätze bei deutschen Meisterschaften. 2015 erhielt er den Motivationspreis der Deutschen Schlaganfallhilfe.
Im Dezember 2017 kaufte sich Jäger in Cottbus sein erstes Renndreirad und bekam Kontakt mit dem Paracycling-Trainer Reneé Schmidt. Nach einer bestandenen Sichtung lebt Maximilian Jäger seit August 2018 in der Lausitzer Sportschule Cottbus. Im selben Jahr belegte er mehrere zweite Plätze bei Europacuprennen. Beim Weltcup-Rennen in Baie-Comeau (Kanada) gewann er Gold im Einzelzeitfahren und Silber im Straßenrennen.
2019 errang Maximilian Jäger bei den Paracycling-Weltmeisterschaften im niederländischen Emmen jeweils die Silbermedaille in Einzelzeitfahren und Straßenrennen der Klasse T1.
Im Jahre 2021 wurde Maximilian Jäger zwei Tage vor Beginn der Weltmeisterschaften in Cascais Portugal bei seiner Reklassifizierung von MT1 in MT2 umklassifiziert. Zwei Tage später fuhr er beim Einzelzeitfahren auf Platz 6, beim Straßenrennen ebenso auf Platz 6.
2022 errang Jäger bei den Europameisterschaften in Oberösterreich im Einzelzeitfahren in Lochen am See den EM-Titel, und im Straßenrennen sicherte er sich in Peuerbach den Vize-Europameistertitel. Bei den deutschen Meisterschaften in Köln wurde er im Einzelzeitfahren in Elsdorf auf dem Terra Nova Speedway deutscher Meister, und beim Straßenrennen in Köln-Longerich gewann er ebenfalls. Bei den Weltmeisterschaften 2022 in Baie-Comeau (Kanada) fuhr Jäger im Einzelzeitfahren auf Platz zwei, im Straßenrennen wurde er Dritter. Bei den  Straßen-Weltmeisterschaften im Jahr darauf wurde er Weltmeister im Einzelzeitfahren  und Dritter im Straßenrennen. Bei den Sommer-Paralympics 2024 in Paris belegte er im Straßenrennen Platz vier und im Einzelzeitfahren Platz acht, und bei den Weltmeisterschaften im selben Jahr im Zürich wurde er Vize-Weltmeister im Straßenrennen.

## Ehrungen
2023 wurde Maximilian Jäger von der Deutschen Sporthilfe als „Juniorsportler des Jahres“ ausgezeichnet.

## Erfolge

### Paracycling
2019
- Weltmeisterschaft – Einzelzeitfahren, Straßenrennen

2022
- Weltmeisterschaft – Einzelzeitfahren
- Weltmeisterschaft – Straßenrennen
- Europameister – Einzelzeitfahren
- Europameisterschaft – Straßenrennen
- Deutscher Meister - Zeitfahren, Straßenrennen

2023
- Weltmeister – Einzelzeitfahren
- Weltmeisterschaft – Straßenrennen

2024
- Weltmeisterschaft – Straßenrennen